# Achim Mumme
Achim Mumme (* 5. Dezember 1958 in Hildesheim) ist ein deutscher Gefäßchirurg und außerplanmäßiger Professor an der Universität Bochum. Mumme ist Direktor der Klinik für Gefäßchirurgie und Leitender Arzt am interdisziplinären Venenzentrum des Katholischen Klinikums der Ruhr-Universität Bochum.

## Leben
Mumme studierte Humanmedizin an der Medizinischen Hochschule Hannover. Dort wurde er 1989 mit magna cum laude promoviert. Seine Ausbildung zum Facharzt für Chirurgie absolvierte er an der Klinik für Herz-, Thorax- und Gefäßchirurgie am St.-Johannes-Hospital Dortmund (1986 bis 1988) sowie an der Chirurgischen Klinik der Ruhr-Universität Bochum (1988 bis 1992). 1994 erhielt Mumme den zusätzlichen Schwerpunkt Gefäßchirurgie und übernahm als Funktionsoberarzt die fachliche Leitung der Gefäßchirurgie am St. Josef-Hospital Bochum. Mumme habilitierte sich 1998 mit dem Thema Klinische und experimentelle Untersuchungen zur intraoperativen Fibrinolysebehandlung therapierefraktärer tiefer Beinvenenthrombosen. Von 1999 bis 2005 war er Leitender Arzt der Abteilung für Gefäßchirurgie am St. Josef-Hospital, - Klinikum der Ruhr-Universität Bochum. 2002 erwarb er die Zusatzbezeichnung Phlebologie. 2004 erfolgte die Ernennung zum außerplanmäßigen Professor.
Seit 2005 ist Mumme Direktor der Klinik für Gefäßchirurgie sowie seit 2007 Leitender Arzt am Interdisziplinären Venenzentrum der Dermatologischen und Gefäßchirurgischen Klinik am Katholischen Klinikum Bochum.

## Wissenschaftlicher Beitrag
Die anfängliche wissenschaftliche Tätigkeit von Mumme konzentrierte auf die Entwicklung von Methoden zur isolierten Organperfusion mit dem Verfahren der Regionalen hyperthermen Fibrinolytika-Perfusion. Die Methode wurde zunächst für die intraoperative Fibrinolysebehandlung therapierefraktärer arterieller Thrombosen eingesetzt und später auch für die Fibrinolysebehandlung venöser Thrombosen. In Laborversuchen beschrieb Mumme die Temperaturabhängigkeit der Fibrinolysen mit Streptokinase und mit rekombinantem gewebespezifischen Plasminogenaktivator (rt-PA). Seit 1997 beschäftigt er sich mit minimal invasiven Methoden in der Aortenchirurgie. Er war beteiligt an der Entwicklung laparoskopischer Operationsmethoden zur Behandlung der arteriellen Verschlusskrankheit. Von 2003 bis 2006 folgten Studien zur Altersbestimmung venöser Thrombosen mit dem Verfahren der Elastographie. Seit 2002 beschäftigt sich Mumme mit der Rezidivforschung bei Varikose. Die Deutsche Leistenrezidiv - Multizenterstudie wurde von Mumme initiiert. 2004 wurde in Zusammenarbeit mit Bruno Geier die rekanalisierende Therapie chronischer Beckenvenenverschlüsse in Deutschland etabliert. Darüber hinaus stellt die wiederherstellende Behandlung der Venenklappeninsuffizienz einen langjährigen Forschungsschwerpunkt dar. Das Verfahren der extraluminalen Valvuloplastie der Vena saphena magna wurde in mehreren Langzeitstudien evaluiert. Neben der Forschungstätigkeit leistete Mumme auch Beiträge zur wissenschaftlichen Forschung als Gutachter und als Mitglied des wissenschaftlichen Beirates verschiedener Fachzeitschriften. Unter anderem war Mumme im Jahr 2008 gemeinsam mit M. Stücker Kongresspräsident bei der 50. Jahrestagung der Deutschen Gesellschaft für Phlebologie.

## Mitgliedschaften in wissenschaftlichen Vereinigungen
Mumme ist seit 2009 Vorstandsmitglied und von 2012 bis 2021 Vizepräsident der Deutschen Gesellschaft für Phlebologie. Er ist zudem Mitglied im Editorial-Board der Zeitschrift Gefäßchirurgie und Phlebologie sowie Mitglied des Wissenschaftlichen Beirats der Zeitschrift Vasomed.

## Ehrungen und Auszeichnungen
- Verleihung des Rudolf Stich-Preises der Deutschen Gesellschaft für Thorax-, Herz- und Gefäßchirurgie (1995)
- Verleihung des Theodor Naegeli-Preises 1998 der Theodor Naegeli-Stiftung, Basel, Schweiz (1999)

## Publikationen
- Publikationsliste Achim Mumme, ResearchGate